# David V. Anderson

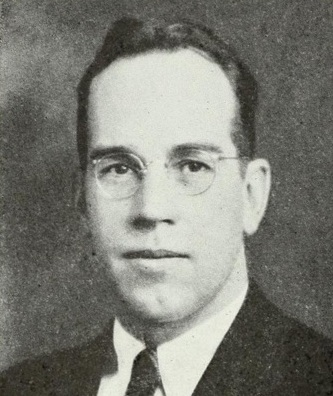
David V. Anderson

David V. Anderson (* 4. September 1899 in Quincy, Massachusetts; † 3. September 1979 in Montpelier, Vermont) war ein US-amerikanischer Politiker, der von 1941 bis 1965 State Auditor von Vermont war.

## Leben
David Verner Anderson wurde in Quincy, Massachusetts als Sohn von David und Emily Anderson geboren. Seine Eltern stammten aus Schweden. Die Familie zog im Jahr 1901 nach Montpelier, Vermont. Er studierte an der Norwich University in Northfield und war Mitglied der Studentenverbindung Sigma Phi Epsilon. Im Oktober 1918 wurde er in das Reserve Officer Training Corps der Norwich University aufgenommen. Kurz nach dem Ende des Ersten Weltkriegs wurde er im Dezember 1918 aus dem Dienst entlassen. Er führte sein Studium fort und machte im Jahr 1922 seinen Abschluss in Elektrotechnik und war Offizier der Reserve in der Amerikanischen Legion.
Im Jahr 1927 wurde Anderson zum Stellvertretenden State Auditor für Vermont ernannt. Diese Position übte er bis 1940 aus, als er als Mitglied der Republikanischen Partei zum State Auditor kandidierte. Dieses Amt übte er bis zum Jahr 1964 aus. Die Wahl im Jahr 1966 verlor er zugunsten des Kandidaten der Demokratischen Partei Jay H. Gordon.
Neben seiner Arbeit als Politiker war Anderson aktiv in lokalen Vereinen und Verbänden. In den 1930er Jahren war er für das Radio in Waterbury, (Sender WDEV), tätig und sendete eine Reihe von radiodokumentations Gesprächen über diesen Sender. Ebenso war er Mitglied der Vereinigung „The Club“ in Montpelier und der Christ Church, auch „The Saturday Club“, genannt, einer literarischen Vereinigung. Er gehörte der Episkopalkirche an und war Mitglied bei den Freimaurern.
David Verner Anderson heiratete am 24. August 1929 Iola Florence Bagley (1905–1970). Er starb am 3. September 1979, einen Tag vor seinem 80. Geburtstag und wurde feuerbestattet. Es ist nicht bekannt, wo sich sein Grab befindet.